# Geraldo Luiz Borges Hackmann
Pe. Geraldo Luiz Borges Hackmann (Porto Alegre, 14 de fevereiro de 1951) é um sacerdote católico do clero da Arquidiocese de Porto Alegre.

## Biografia
Em 1968 iniciou seus estudos de Filosofia no Seminário Nossa Senhora Imaculada Conceição, em Viamão. De 1971 a 1974 cursou Teologia na Pontifícia Universidade Católica do Rio Grande do Sul, em Porto Alegre.
Foi ordenado sacerdote no dia 30 de novembro de 1974. Em 1979 obteve a pós-graduação a nível de mestrado em Teologia na Pontifícia Universidade Gregoriana de Roma. No ano seguinte inicia como professor da Faculdade de Teologia da PUCRS. No ano de 1990 obteve o doutorado novamente na Pontifícia Universidade Gregoriana de Roma. 
Em 2004 o Papa João Paulo II o nomeou como membro da Comissão Teológica Internacional, no Vaticano, sendo seu período renovado, pelo Papa Bento XVI, por mais cinco anos a partir do dia 27 de julho de 2009. Em 2007 participou da Conferência de Aparecida como perito nomeado pelo Papa. Atualmente é pároco da Paróquia Nossa Senhora da Piedade, em Porto Alegre, membro da Comissão Teológica da Arquidiocese de Porto Alegre e consultor da Comissão Episcopal Pastoral para a Doutrina da Fé da CNBB. 
No dia 17 de novembro de 2011 foi eleito, durante a Assembleia Anual do Clero da Arquidiocese de Porto Alegre para ser o coordenador de pastoral do Vicariato de Porto Alegre. 
Desde o dia 17 de outubro de 2020, o Pe. Gerlado Hackmann é o Diretor de Estudos do Colégio Pio-Brasileiro, em Roma, espaço destinado à formação permanente de presbíteros diocesanos do Brasil e de outros países que vão a Roma para realizar estudos de pós-graduação nas ciências eclesiásticas. 